# آستراگون
آستراگون (انگلیسی: Astragon) شرکت بازی ویدئویی آلمانی است، که در سال ۲۰۰۰ تأسیس شد.